# بتل مانتین (نوادا)
بتل مونتین، نوادا (به انگلیسی: Battle Mountain, Nevada) یک سکونتگاه مسکونی در ایالات متحده آمریکا است که در نوادا واقع شده‌است.

## خصوصیات
بتل مونتین ۹٫۲ کیلومترمربع مساحت و ۳٬۶۳۵ نفر جمعیت دارد و ۱٬۳۷۵ متر بالاتر از سطح دریا واقع شده‌است.